# Charles A. Whitten Medal
Charles A. Whitten Medal został ustanowiony przez Amerykańską Unię Geofizyczną by upamiętnić Charles A. Whitten'a, za jego wkład w badania nad ruchami skorupy ziemskiej. Ten medal, którym jako pierwszy został uhonorowany sam Charles A. Whitten, nadawany jest za wybitne osiągnięcia w badaniach nad formą i dynamiką Ziemi, jak i innych planet. Medal Charles A. Whitten'a jest przyznawany nie częściej niż co dwa lata.
Charles A. Whitten był geodetą pracującym dla U.S. Coast and Geodetic Survey. W latach 1964–1968 był prezydentem sekcji geodezji AGU, zaś od 1968 do 1974 sekretarzem generalnym AGU. Wniósł on wyjątkowy wkład w dziedzinie nauk geodezyjnych oraz do prac Amerykańskiej Unii Geofizycznej.
Laureaci medalu Charlesa A. Whittena
| Rok  | Imię i nazwisko           |
| 1985 | Charles A. Whitten        |
| 1987 | William Kaula             |
| 1989 | James C. Savage           |
| 1991 | Irwin Shapiro             |
| 1993 | Kurt Lambeck              |
| 1995 | Donald Turcotte           |
| 1997 | Gordon Pettengill         |
| 1999 | Richard I. Walcott        |
| 2001 | Byron D. Tapley           |
| 2004 | Wayne Thatcher            |
| 2006 | John M. Wahr              |
| 2008 | Charles C. Counselman III |
| 2010 | W. R. Peltier             |